# 3-е Вигорне
3-е Вигорне (рос. 3-е Выгорное) — село в Тимському районі Курської області Російської Федерації.
Населення становить 287 осіб. Входить до складу муніципального утворення Становська сільрада.

## Історія
Населений пункт розташований на території українського етнічного та культурного краю Східна Слобожанщина.
Від 2004 року входить до складу муніципального утворення Становська сільрада.

## Населення
| 2002 | 2010 |
| ---- | ---- |
| 368  | ↘287 |